# 定山
定山，又名狮子山，《山海经》中称浙山，位于杭州市西湖区转塘街道。
定山在唐代是钱塘江中的半岛，潮水来时嵬然不动，犹如雄狮横卧江中，故名狮子山。由于钱塘江在此处转弯，定山不仅仅当时的交通要道，还是一处观潮胜地，许多来往人物留下诗作，如今“转塘”地名就是出自唐朝诗人崔国辅《宿范浦》“路绕定山转，塘连范浦横”。